# Conjux
Conjux é uma comuna francesa na região administrativa de Auvérnia-Ródano-Alpes, no departamento de Saboia. Estende-se por uma área de 1,7 km². Em 2010 a comuna tinha 207 habitantes (densidade: 121,8 hab./km²).